# HD 209458 b
HD 209458 b или Осирис — экзопланета у звезды HD 209458 в созвездии Пегаса. Находится на расстоянии 153 световых лет от Солнца. Расстояние от планеты Осирис до материнской звезды — 0,047 а.е. (около 7 млн км). Это одна из самых изученных экзопланет, обнаруженных за пределами Солнечной системы. Является типичным горячим юпитером.

## Открытие
С помощью спектрометра HIRES в обсерватории Кека и спектрографа ELODIE в От-Провансской обсерватории благодаря падению яркости звезды на 1,5 % удалось установить наличие планеты с орбитальным периодом 3,52 дня и массой не менее 0,69 массы Юпитера (1,31⋅1027 килограмм). С помощью телескопа STARE в NCAR Foothills Lab в Боулдер 9 и 16 сентября 1999 года Дэвид Шарбонно и Тимоти Браун (англ. Timothy M. Brown) проводили наблюдения за прохождением (транзитом) планеты по диску звезды. Информацию о планете в августе 1999 года им предоставили Дэвид Латам и Мишель Майор. Независимо от них 5 ноября наличие планеты с орбитальным периодом 3,52 дней установил Пол Батлер (англ.) по данным спектрометра HIRES и 8 ноября наблюдения за прохождением проводил Грегори Генри с помощью телескопа обсерватории Фэрборна на горе Хопкинса. Наблюдения позволили уточнить параметры планеты: её радиус в 1,4 раза больше радиуса Юпитера.
Кроме того, в ходе последующих наблюдений с помощью телескопа Хаббл в октябре—ноябре 2003 года удалось даже зафиксировать следы атмосферы Осириса — из-за того, что небольшая часть света от звезды доходит до нас, проходя через плотную нижнюю атмосферу планеты, оказалось возможным увидеть в спектре линии поглощения натрия. Неофициальное название в честь древнеегипетского бога указывает на миф, в котором Сет разрубил тело своего брата Осириса на части, чтобы тот не мог вернуться к жизни (тогда как HD 209458 b тоже теряет свой объём).

## Атмосферные явления

### Испарение планеты
Стабильность атмосферы является предметом научных споров.
Согласно одной из гипотез, атмосфера может быть стабильна благодаря тому, что температура её нижних слоёв составляет 1300 K, что не позволяет молекулам и атомам преодолевать силу тяжести и «вырываться на свободу». Однако известно, что температура может сильно меняться с высотой: так, температура очень разрежённых верхних слоёв атмосферы Земли близка к 1000 K. Причиной высокой температуры самых верхних слоёв атмосферы является разогрев коротковолновым ультрафиолетовым излучением звезды. Для Осириса, находящегося в гораздо большей близости к светилу, чем Земля к Солнцу, разогрев излучением далёкого ультрафиолетового диапазона должен идти гораздо более интенсивно.
Дополнительные наблюдения за планетой в ультрафиолетовом диапазоне с помощью телескопа «Хаббл» показали, что в линии Лайман-альфа Осирис затмевает своё солнце гораздо более заметно — яркость звезды падает на 15 %, что соответствует размеру окружающего планету водородного облака примерно в 4,3 радиуса Юпитера. Поскольку размер полости Роша (зоны, в пределах которой вещество удерживается притяжением планеты) для Осириса равен 3,6 радиуса Юпитера, то результаты наблюдений могут быть объяснены только путём предположения, что планета непрерывно теряет вещество. Об этом же свидетельствует и ширина линии поглощения — на основании её анализа сделан вывод, что атомы движутся со скоростями 130 км/с, что превышает вторую космическую скорость на Осирисе (43 км/с).

### Сверхмощный шторм
Группа астрономов из разных университетов, работавшая под руководством Игнаса Снеллена (англ. Ignas Snellen) из Лейденского университета (Нидерланды), открыла шторм на планете. Там дует ветер из угарного газа (СО). Скорость ветра составляет примерно 2 км/с, или 7 тысяч км/ч (с возможными вариациями от 5 до 10 тыс. км/ч). Это означает, что звезда довольно сильно подогревает экзопланету, расположенную от неё на расстоянии всего 1/8 расстояния между Меркурием и Солнцем, и температура её обращённой к светилу поверхности доходит до 1000 °C (1273 К). Другая сторона, никогда не поворачивающаяся к звезде, значительно холоднее. Большая разница температур и вызывает сильные ветра.

### Кометный хвост
В 2010 году учёным удалось установить, что планета представляет собой планету-комету, то есть от неё постоянно идёт сильный поток газов, которые сдувает излучение звезды с планеты. При этом на саму планету это заметно не влияет: при текущей скорости испарения она полностью будет уничтожена через триллион лет. Изучение шлейфа показало, что планета испаряется целиком; как лёгкие, так и тяжёлые элементы покидают её.
Скорость потери массы Осириса оценивается примерно в 100-500 миллионов килограммов в секунду, что эквивалентно испарению небольшой горы каждую секунду. Несмотря на такую впечатляющую скорость потери массы, планета теряет менее 0,1% своей общей массы за миллиард лет.
Кроме того, исследования показали, что в шлейфе планеты присутствуют следы редких элементов, таких как магний и кремний. Это открытие предоставило ученым уникальную возможность изучать состав внутренних слоев экзопланеты, которые обычно скрыты от наблюдения.
Наблюдения за Осирисом также помогли астрономам лучше понять процессы формирования и эволюции экзопланет, особенно горячих юпитеров, и их взаимодействие с родительскими звездами.

## Дальнейшие исследования
В октябре—ноябре 2003 года были выполнены ещё более детальные наблюдения за спектром звезды при прохождении планеты по её диску. В ультрафиолетовом диапазоне были идентифицированы линии поглощения, отвечающие атомам и ионам углерода и кислорода.
По сообщениям отдельных астрономов в 2007 году, в атмосфере планеты обнаружена вода. В 2013 году астрономам при помощи космического телескопа «Хаббл» вновь удалось найти в атмосфере планеты признаки водяного пара.